# Bobby Gould
Robert Hewitt ("Bobby") Gould (Coventry, 12 juni 1946) is een Engels voormalig voetbaltrainer en voetballer die als aanvaller speelde. Hij won de FA Cup in 1975 als speler van West Ham United en in 1988 als trainer van Wimbledon.

## Biografie
Gould was een aanvaller gedurende zijn actieve loopbaan. In 1975 won hij de FA Cup met West Ham United. Fulham werd met 2–0 verslagen. De aanvaller scoorde nooit minder dan tien doelpunten in één seizoen voor zijn (Engelse) clubs – waaronder Arsenal – tussen 1963 en 1979. Op 33-jarige leeftijd stopte hij met voetballen.
Na zijn carrière als speler stapte Gould het trainersvak in. Hij begon zijn carrière als trainer als interim-coach van Chelsea in 1981. Gould coachte zijn jeugdclub Coventry City een eerste maal gedurende het seizoen 1983/84. In het seizoen 1992/93 coachte hij Coventry City opnieuw, het eerste seizoen van de Premier League. Daarnaast was hij tot twee keer toe coach van Bristol Rovers. Zijn laatste job was een functie als hoofdcoach bij amateurclub Wanderers in 2012.
Zijn grootste triomf als trainer was het winnen van de FA Cup, met Wimbledon tegen het Liverpool van trainer Kenny Dalglish, in 1988. Lawrie Sanchez scoorde het enige doelpunt van de finale. Wimbledon onder Gould, en later onder de Ierse coach Joe Kinnear, had de bijnaam The Crazy Gang wegens een agressieve speelstijl.
Van 1995 tot 1999 was Gould de bondscoach van Wales. Gould stond 18 wedstrijden aan het roer bij Wales, maar onder zijn leiding won het land amper vijf wedstrijden. Buitendien werd elfmaal verloren, waaronder met 7–1 tegen Nederland op 9 november 1997. Gould kondigde zijn vertrek als bondscoach op televisie aan.

## Erelijst
Speler
 Coventry City FC
- Football League Second Division

1967
 West Ham United FC
- FA Cup

1975
 Wolverhampton Wanderers FC
- Football League Second Division

1977
Trainer
Bristol Rovers
- Gloucestershire Cup: 1982, 1983

Wimbledon
- FA Cup: 1988